# گوئیدو مالاتستا
گوئیدو مالاتستا (ایتالیایی: Guido Malatesta؛ ۱۹۱۹ – ۱۴ ژوئن ۱۹۷۰) کارگردان فیلم و فیلم‌نامه‌نویس اهل ایتالیا بود.
از فیلم‌هایی که وی در آن‌ها نقش داشته است، می‌توان به به‌خاطر تو مرتکب گناه شده‌ام، شب‌های پرحرارت پوپیا، شب‌های پرحرارت پوپیا، تارزانا، دختر وحشی، ساموآ، ملکه جنگل و پسر عقاب سیاه اشاره نمود.